# We Remain
"We Remain" é uma canção gravada pela cantora norte-americana Christina Aguilera, para a trilha sonora do filme de ficção científica The Hunger Games: Catching Fire. A faixa foi lançada em 1 de outubro de 2013, através da iTunes Store.

## Antecedentes e lançamento
Depois do lançamento de seu sétimo álbum de estúdio Lotus (2012), sendo lançado apenas "Your Body" como single mundialmente, que obteve desempenho moderado nas tabelas musicais, Aguilera participou de duetos com Pitbull e Alejandro Fernández, nos singles "Feel This Moment" e "Hoy tengo ganas de ti", respectivamente. Em setembro de 2013, foi anunciado que Aguilera seria destaque na trilha sonora de The Hunger Games: Catching Fire com "We Remain". A faixa foi lançada como um single da trilha sonora em 1 de outubro de 2013 através da iTunes Store, seguindo "Atlas" de Coldplay e "Elastic Heart" de Sia Furler.

## Composição
"We Remain" foi escrita por Ryan Tedder, Brent Kutzle, Mikky Ekko e Christina Aguilera. Musicalmente, a faixa é uma balada de música popcom uma duração de quatro minutos (4:00).Possuí uma "propulsora batida de Ryan Tedder" com os "grandes vocais" de Aguilera. No refrão, Aguilera canta: "Então me queime com fogo, me afogue com chuva / Vou acordar gritando seu nome / Sim, sou uma pecador, sim sou uma santa / Não importa o que aconteça aqui / Não importa o que aconteça aqui / Nós permaneceremos".

## Recepção crítica
Ryan Reed da revista Rolling Stone chamou a faixa de "uma triunfante sonoridade de balada pop", e notou que a canção "iria ser um hit na rádio de Distrito 12". O portal The Huffington Post escreveu que o single "era um dos destaques da trilha sonora" e que era "uma grande novidade", sendo uma "balada pesada, que demonstra o espírito e o poder de Katniss". Sam Lansky do Idolator disse que "We Remain" era semelhante aos trabalhos de Ryan Tedder, mas escreveu que "era certamente mais forte do que qualquer uma das baladas exageradas de Lotus".

## Faixas e formatos
Download digital
1. "We Remain" – 4:00

## Desempenho nas tabelas musicais

### Posições
| Tabela musical (2013)                    | Melhor posição |
| ---------------------------------------- | -------------- |
| Bélgica (Ultratop 50 de Flandres)        | 31             |
| Bélgica (Ultratop 40 da Valônia)         | 14             |
| Coreia do Sul (Gaon International Chart) | 58             |

## Histórico de lançamento
| País           | Data                 | Formato(s)       |
| -------------- | -------------------- | ---------------- |
| Estados Unidos | 1 de outubro de 2013 | Download digital |